# Bitka za Villers-Bocage
Bitka za Villers-Bocage je ena izmed bitk druge svetovne vojne, ki se je odvijala v sklopu bitke za Normandijo. Potekala je 13. junija 1944, en teden po zavezniški invaziji na Normandijo. Povod za bitko je bil britanski namen, da bi izkoristili prazen prostor v nemški obrambi zahodno od mesta Caen. Po dveh dneh bojev v in okrog majhnega mesta Villers-Bocage se je britanska enota umaknila večinoma nedotaknjena.
Tako Britanci kot Nemci so se zavedali pomembnosti Caena v bitki za Normandijo. V dneh po zavezniški invaziji 6. junija so Nemci vzpostavili močne obrambne položaje zunaj mesta. 9. junija je propadel britanski dvokraki poskus obkolitve in zavzetja Caena, toda na britanskem desnem boku so tam nastanjene ameriške enote uspele prodreti skozi nemško obrambo. S tem so omogočili, da so zavezniki obšli Caen, pri čemer je osnovo predstavljala okrepljena britanska 22. oklepna brigada iz sestave 7. oklepne divizije »Puščavske podgane«, ki je prodirala proti Villers-Bocageu. Britanski poveljniki so upali, da bo navzočnost močne zavezniške sile v nemškem zaledju (glede na Caen) prisilila nemške branilce k umiku ali predaji.
Pod poveljstvom brigadirja Williama »Loonyja« Hindeja je 22. oklepna brigada dosegla Villers-Bocage brez resnega incidenta, a ko so 13. junija brigadni prednji elementi hoteli prodreti naprej iz naselja, so padli v zasedo nemških tankov Tiger I iz sestave schwere SS-Panzer-Abteilung 101. V manj kot 15 minutah so številni tanki, protioklepni topovi in transportna vozila postali žrtve nemških tankistov, pri čemer je večino samostojno uničil SS-Obersturmführer Michael Wittmann. Potem, ko so prispele okrepitve, so Nemci izvedli protinapad, ki pa so ga Britanci zavrnili. Toda po šestih urah se je Hinde odločil, da zapusti naselje, pri čemer je nato prestavil brigado na boljše obrambne položaje zunaj naselja. Naslednji dan se je nadaljevala t. i. bitka za otok. Britanci so uspešno zavrnili nemške napade, nato pa je brigada dobila nasprotujoči si ukaz zapustiti fortifikacije in se umakniti. Posledično Villers-Bocage ni igral nobene večje vloge v bitki za Caen. Naselje je bilo dokončno osvobojeno šele 4. avgusta, do takrat pa ga je Kraljevo vojno letalstvo dvakrat močno bombardiralo in je bilo večinoma v ruševinah.
Bitka za Villers-Bocage je med vojaškimi zgodovinarji še vedno zelo priljubljeni in raziskovani del bitke za Normandijo, saj predstavlja konec zavezniškega neoviranega napredovanja po Normandiji in začetek bojevanja izčrpavanja za Caen. Večina zgodovinarjev se strinja, da je bil neuspeh zaveznikov posledica premajhnega zaupanja višjih poveljnikov svojim enotam, pogosto pa neuspeh pripisujejo tudi premajhni britanski vojaški enoti. Med samo bitko pa je največ zanimanja vzbudila Wittmannova samostojna akcija, ki pa je predmet mnogih polemik, saj naj bi ji nekateri zgodovinarji pripisali prevelik pomen k izidu celotne bitke za Villers-Bocage.

## Ozadje
Za vojake britanske 3. pehotne divizije (iz sestave 1. korpusa), ki so se 6. junija 1944 izkrcali na obali Sword, je bilo mesto Caen (slabih 10 km od obale) glavni cilj operacije. Zasedba Caena je bila pomembna za zavezniške načrtovalce: v bližini mesta je bilo letališče, medtem ko je bil teren raven in suh ter primeren za izvajanje hitrih operacij, v katerih bi lahko zavezniki izkoristili svojo premoč v tankih in mobilnih silah. Zasedba mesta na D-Day je bila po mnenju Chesterja Wilmota zelo ambiciozna, še posebej za enote, ki so »pristale zadnje na najbolj ogroženi obali, z najdaljo potjo, proti potencialno najmočnejši obrambi«. Izkazalo se je, da 3. pehotna divizija ni bila zmožna zasesti Caen že prvi dan operacije. Zaradi zmede v zaledju obale so se enote le s težavo prebile v notranjost (še posebej to velja za motorizirane in mehanizirane enote), zaradi česar se je nemška obramba lahko aktivirala in pričela nuditi organiziran odpor zavezniškemu napredovanju v notranjost Normandije. Zavezniško napredovanje se je popolnoma ustavilo malo pred polnočjo prvega dne in to tik pred predmestji Caena, kjer je obrambne položaje imela nemška 21. tankovska divizija.
Naslednji dan, v skladu s predinvazijskimi operativnimi načrti, so Britanci izvedli operacijo Perch, katere glavni namen je bil sprožiti preboj nemških položajev jugovzhodno od Caena. Izvedba operacije je bila močno pogojena s hitrim zavzetjem mesta. Naslednjih nekaj dni je 1. korpus nadaljeval z napadi na predmestja Caena, a Nemci so odbili vse, ker so se tudi zavedali pomena mesta za zavezniško strategijo; posledično so nenehno dovažali okrepitve. Z vse močnejšim nemškim odporom je postalo jasno, da so Britanci zapravili priložnost, da bi zasedli Caen z minimalnimi silami. 9. junija je zavezniški poveljnik kopenskih sil, general Bernard Montgomery, spremenil operacijo Perch, tako da je na novo vključevala večjo dvojno obkolitev, s katero bi obkolili in nato zasedli mesto.
Zaradi počasnega zbiranja sil so obkolitveni manever izvedli šele 12. junija, pri čemer so istočasno izvedli napredovanje zahodno in vzhodno od Caena. Vzhodni napad je vodila britanska 51. (visokogorska) pehotna divizija, ki pa je kmalu naletela na močan odpor 21. tankovske divizije. Ker so britanske žrtve rasle in ni bilo nobenega konkretnega napredka, so naslednji dan odpovedali nadaljnje napade s strani 51. pehotne divizije. Zahodni napad je vodil britanski 30. korpus, ki tudi ni bil bolj uspešen, saj se je zapletel v težke boje za vas Tilly-sur-Seulles; slednjo je branila novoprispela Panzer Lehr Division, ena izmed najmočnejših tankovskih enot nemškega Wehrmachta.

### Caumont Gap
Kljub temu, da je bilo napredovanje proti Caenu zaustavljeno, se je na desnem boku 30. korpusa, v stiku med britansko 2. in ameriško 1. armado, razvila ugodna situacija. Od izkrcanja sta ameriška 1. armada in britanski 30. korpus uničila pet nemških bojnih skupin, vključno s rezervami nemškega 94. korpusa, tako da je bila nemška 352. pehotna divizija sama prisiljena braniti sektor Trévières–Agy . Slednja divizija je bila v nenehnih bojih vse od 6. junija (branila je obalo Omaha) in je prejela le malo zamenjav za težke žrtve, ki jih je prejela v teh bojih. Posledično, pod nenehnim ameriškim pritiskom, je bil divizijski levi bok ogrožen, zaradi česar se je divizija v noči iz 9. na 10. junij umaknila proti Saint-Lôju. Ta umik pa je ustvaril okoli 10 km dolgo odprtino v nemških obrambnih položajih blizu vasi Caumont-l'Éventé; odprtino so zavezniki poimenovali Caumont Gap. Na tem področju je ostal samo izvidniški bataljon 17. SS-tankovskogrenadirske divizije. Nemci so načrtovali, da bi 352. pehotno divizijo nadomestila 2. tankovska divizija, toda 10. junija je večina divizije obstala na področju med Amienson in Alençonom; pri Caumontu so jo tako pričakovali šele 13. junija. Kljub temu, da ni hotel poslati 2. tankovske divizije, ki še ni bila v popolni sestavi, je general tankovskih enot Hans Freiherr von Funck (47. tankovski korpus) ukazal, da se izvidniški bataljon 2. tankovske divizije čim prej premakne na področje Caumonta in zasede položaje na tamkajšnjih vzpetinah.
Da bi predebatirali možnost izkoristka odprtine, s katero bi zaobšli zahodne obrambne položaje Caena, so se srečali poveljnik britanske 2. armade generalporočnik Miles Dempsey, poveljnik 30. korpusa generalporočnik Gerard Bucknall in poveljnik britanske 7. oklepne divizije generalmajor George Erskine. Slednji je dobil ukaz, da se iz bojev pri Tilly-sur-Seullesu izloči, ter napreduje preko odprtine, zaseže naselje Villers-Bocage (ki se je nahajalo globoko v nemškem zaledju) in nato nadleguje odprti bok Panzer Lehr Division. Britanski cilj je bil zavzetje grebena, 2 km vzhodno od Villers-Bocaga. Dempsey je hotel z močno zavezniško silo v nemškem zaledju zasesti vzpetino in s tem ogroziti nemške oskrbovalne linije, s čimer bi prisilili Nemce k umiku s tega področja in posledično bi Caen padel v zavezniške roke. 50. (northumbrijska) pehotna divizija bi nato vzdrževala pritisk na Panzer Lehr Division pri Tilly-sur-Seullesu, s čimer bi podpirala napad na Villers-Bocage, medtem ko bi elementi ameriškega 5. korpusa napredovali naprej.
Kljub temu, da je bila potrebna hitra akcija, da bi popolnoma izkoristili trenutno nemško ranljivost, je britanska 7. oklepna divizija počasi izvedla začetni napad, jutro 12. junija je zapravila s poskusom napredovanja proti Tilly-sur-Seullesu, v skladu s prejšnjimi ukazi. Ob 12:00 sta se sestala generalmajor Erskine in brigadir Hinde, poveljnik divizijske 22. oklepne brigade, Erskine je Hindu ukazal, naj takoj izkoristi odprtino. Kmalu zatem je 8th King's Royal Irish Hussars, divizijski oklepni izvidniški polk pričel napredovati po zaukazani poti, preostanek divizije je šele ob 16:00 zapustil vas Trungy. Štiri ure pozneje je glavnina divizije dosegla Livry po dobrih 15 km neoviranega napredka, pri čemer je bilo zadnjih 9 km že nemško ozemlje. Manjši odpor je bil zabeležen, ko je bil prednji tank Cromwell uničen v boju s protitankovskim topom iz sestave Prištabne čete Panzer Lehr Division, nato je bilo več pešakov in tankov poslano v napad, ter jim uspelo v dveh urah napredovati.
Da bi Nemce preslepili glede pravega cilja, je Hinde v okolici la Mulotiereje (severno od Livryja) ukazal nočni počitek. Medtem ko je glavna sila izvajala rutinsko izvidovanje okolice, sta 8th King's Royal Irish in 11th (Prince Albert's Own) Hussars (divizijski polk oklepnih avtomobilov) pričela izkoriščati boke za napade. 11. huzarji niso zabeležili nobenega odpora na desnem boku in so se blizu Caumonta srečali z ameriško 1. pehotno divizijo, medtem ko so 8. huzarji na levem boku odkrili elemente Panzer Lehr Division samo slabe 3 km stran.

## Priprave
Ponoči je Hinde dokončno sestavil načrt za bitko. Jasno je bilo, da bo morala njegova 22. oklepna brigada zaseči bližnji greben, če bo hotela zasesti naselje. 4. polk County of London Yeomanry (4CLY), s pridano eno četo 1. bataljona Strelske brigade je dobil nalogo, da prodre v naselje in nato zavzame točko 213, najvišjo točko grebena. 1. bataljon 7. polka Queen's Royal Regiment (West Surrey) bi nato sledil in zasedel samo naselje, medtem ko bi 5. kraljevi tankovski polk (5RTR) z dodano četo Strelske brigade moral zaseči drugo področje grebena jugozahodno od naselja Maisoncelles-Pelvey.. 260. protitankovska baterija iz sestave Norfolk Yeomanry, opremljena z jurišnimi topovi M10 Achilles, bi morala zavzeti položaje med 4CLY in 5RTR.. 5. polk Kraljeve konjeniške artilerije (5RHA), opremljen s samovoznimi topovi Sexton, pa bi moral slediti vsem drugim enotam kot artilerijska podpora. 5RHA in brigadni štab bi bila tako nastanjena zahodno od naselja Amayé-sur-Seulles. Hindova dva huzarska polka bi izvajala zaščito obeh bokov, izvajala izvidovanje položajev Panzer Lehr Division ter tudi sovražne položaje na napadalni črti. Preostanek divizije, 131. pehotna brigada, 1. kraljevi tankovski polk (1RTR), 1. bataljon 5. polka Queen's Royal Regiment (West Surrey) in 1. bataljon 6. polka Queen's Royal Regiment (West Surrey), pa je dobil ukaz, da vzpostavi bazo na področju Livryja, pri čemer je imela nalogo zavarovati brigadne komunikacijske poti.
Potem ko so Nemci storili vse, kar so lahko v kratkem času (do prihoda novih divizij) glede zaprtja odprtine v položajih (s pošiljanjem lahkih izvidniških enot) na področju Caumonta, so zdaj posvetili svojo pozornost odprtemu levemu boku. Poveljnik 1. SS-tankovskega korpusa, SS-Obergruppenführer Sepp Dietrich, je ukazal svoji edini rezervni, sSSPzAbt. 101, da zasede položaje za Panzer Lehr Division in 12. SS-tankovsko divizijo in sicer na področju Villers-Bocaga,, s čimer je želel preprečiti morebitno zavezniško napredovanje preko odprtine v Caumontu.
sSSPzAbt. 101 je 12. junija prispel v Normandijo, po petdnevni vožnji slabih 200 km iz Beauvaisa Ob odhodu je odred imel predpisano moč 45 tankov Tiger I, toda med vožnjo je bil tarča zavezniškega napada blizu Versaillesa, po katerem je odred imel le okoli 17 delujočih tankov. Odredova 1. četa je zasedla položaje slabih 8 km severovzhodno od Villers-Bocaga; 2. četa, pod poveljstvom SS-Obersturmführerja Michaela Wittmanna, je bila južno od točke 213 grebena Villers-Bocage in 3. četa z enim tankom se je nahajala na področju Falaisa in ni dosegla fronte še nadaljnja dva dni. Wittmannova 2. četa, ki je običajno imela 12 tankov,, toda zaradi letalskega napada in tehničnih okvar so bili 13. junija operativni samo Tigri 212, 213, 214, 224, 231 in 232.
V noči iz 12. na 13. junij je bilo področje okoli Villers-Bocaga izpostavljeno težkemu pomorskemu artilerijskemu obstreljevanju; ker se je Wittmann bal, da so zavezniki odkrili njegovo četo, je v isti noči trikrat ukazal menjavo položajev. Ker so med dolgo vožnjo tanki utrpeli občutno strojno obrabo, je Wittmann ukazal za naslednje jutro popolni mehanični remont.

## Bitka

### Napredovanje
V zgodnjih urah 13. junija so pešaki Strelske brigade izvedli izvidniški pregled prvega slabega kilometra načrtovane napadalne poti. Livry je bila nezasedena in napredovanje se je nadaljevalo ob 05:30, pri čemer je 4CLY vodil napredovanje. Kolona, ki je bila organizirana sledeče: ena pehotna četa s artilerijskim opazovalnim tankom, pehotna četa s protitankovskim odredom na poltovornjakih, štirje štabni tanki pehotnega bataljona, dva artilerijska opazovalna tanka, dve pehotni četi, brigadni štab, inženirski trop, artilerijski polk, tri pehotne čete, motorizirani pehotni bataljon, tankovski polk in protitankovska baterija, se je premikala previdno, pri čemer so jo pozdravljali francoski civilisti, živeči ob cesti; britanskim vojakom je posledično popustila pozornost in prevzela jih je sproščenost. Med Britanci je tudi zaokrožila (pozneje ugotovljeno napačna) informacija, da so nemški tanki zaustavljeni v Tracey-Bocagu, nato pa so se iz tega razvile tudi govorice, da so pri Châteauju de Villers-Bocage tudi drugi tanki, brez goriva in pehotne zaščite. 11. junija je nemško sanitetno osebje v châteauju vzpostavilo poljsko bolnišnico, toda poslopje so zapustili ob zori 13. junija. Vseeno pa je v mestu ostalo še nekaj nemških vojakov.
Ko se je kolona približala Villers-Bocagu, so Britanci v daljavi opazili nemški izvidniški oklepnik Sd.Kfz. 231; poveljnik oklepnika je opazoval napredujočo kolono, a preden je vodilni tank lahko obrnil kupolo, se je nemški oklepnik že umaknil. Ob 08:30, ko so brez ovir prevozili 6 km, je 22. oklepna brigadna skupina zapeljala v naselje, pri čemer so brigado pozdravili francoski civilisti. Istočasno pa so britanski vojaki opazili dva nemška vojaka, ki sta z največjo hitrostjo vozeč Volkswagen Kübelwagen na drugi strani zapustila naselje. Oba huzarska polka sta na bokih vzpostavila stike z nemškimi branilci, medtem ko se je 8. huzarski polk spopadel tudi z osemkolesnimi oklepnimi izvidniškimi vozili. Prav tako so opazili nemške tanke, vozeč proti Villers-Bocagu, toda poročnik Charles Pearce iz 4CLY je bil prepričan, da so to najverjetneje napačno identificirani samovozni topovi.

### Jutranji boji
S tem, ko je bil Villers-Bocage v britanskih rokah, je eskadron A iz 4CLY nadaljeval napredovanje proti Točki 213, pri čemer so zanemarili izvidništvo poti, v skladu z njihovimi ukazi. Na poti so srečali in uničili Kübelwagen, nakar so tanki vzpostavili obrambni položaj. Oklepni transporterji iz Strelske brigade so dobili ukaz, da parkirajo čisto skupaj ob robu ceste med naseljem in grebenom, da bi lahko proti Točki 213 zapeljale okrepitve iz zaledja. Strelci so zapustili transporterje in postavili stražarje, ki pa niso videli več kot 200 m površine na obeh straneh ceste; vojaki so pričeli kuhati čaj in si pripravljali malico.
Major Wright, poveljnik 1. polka Strelske brigade, je na Točki 213 sklical sestanek vseh častnikov in višjih častnikov čete A. Ko so se udeleženci sestanka vozili proti grebenu v enem poltovornjaku, so se zavedali, da bi lahko le ena nemška granata uničila celotno vodstvo čete, tako so se razporedili v več vozil in nadaljevali pot. V Villers-Bocagu je podpolkovnik Arthur, Viscount Cranley, poveljnik 4CLY, izrazil zaskrbljenost, da so njegovi vojaki preveč izpostavljeni na zasedenih položajih. Brigadir Hinde ga je zavrnil rekoč, da je vse v redu in ukazal Točki 213, da vzpostavijo dobre obrambne položaje; nato pa se je vrnil v Villers-Bocage, kjer se je nahajal njegov štab. Eskadron A iz 4CLY je zasedel položaje vzhodno od vasi, medtem ko se je eskadron B iz istega polka namestil zahodno od naselja, pri čemer je nadzoroval tudi križišče s cesto, ki je vodila do bližnje vasi Caumont. Polkovni štab 4CLY se je ustavil v glavni vasi v Villers-Bocage. Neposredno za eskadronom A pa se je nahajala Strelska brigada, opremljena z ducatom poltovoranjakov M3 in tremi lahkimi tanki Stuart M5A1 Honey.
Južno od Točke 213 je bil Wittmann z ostalimi pripadniki 2. čete sSSPzAbt. 101 presenečen, ko so, zahvaljujoč obvestilu s strani vodnika redne kopenske vojske, videli britanske oklepne sile v Villers-Bocagu, še posebej ker so jih opazili prej, kot so jih tam pričakovali. Pozneje je dejal:
Nisem imel časa, da bi zbral mojo četo; tako sem moral reagirati hitro, saj sem predvideval, da me je sovražnik opazil in da me bo uničil, kjer sem se nahajal. Odpravil sem se z enim tankom in izdal ukaz, da se drugi ne smejo umakniti niti za en korak, ampak naj branijo položaje.

Za božjo voljo, premaknite se! Tiger je vzporedno z nami 50 jardov stran!

Vodnik O'Connor, 1. vod, četa A, 1. polk Strelske brigade.
Ob približno 08:35 je vodnik O'Connor iz 1. voda, čete A, 1. polka Strelske brigade, opazil Wittmannov tank, ki je napredoval proti Točki 213; O'Connor, ki se je nahajal v poltovornjaku, je prekinil radijsko tišino in podal edino opozorilo, ki so ga prejeli britanski vojaki. Tiger je zapustil varstvo okoliškega podrastja in se podal na cesto Route Nationale 175, kjer je napadel in uničil zadnji tank (Cromwell) v koloni eskadrona A na Točki 213. Britanski Sherman Firefly je odgovoril z ognjem, a je bil tudi sam takoj uničen; medtem ko je gorel, se je Firefly dokončno ustavil preko ceste, s čimer je onemogočil kakršenkoli premik po cesti. Preostale Britance na Točki 213 je napadla preostala Wittmannova četa, pri čemer so izgubili še tri druge tanke.
Wittmann se je nato odpravil proti Villers-Bocagu. Na cesti so britanski pešaki poskušali najti protioklepna orožja PIAT in postaviti šestfuntni protitankovski top, a bližajoči se tank Tiger je povzročil paniko med britanskimi vojaki, ki so zapustili svoje položaje in iskali zavetje stran od ceste. Wittmann je tako napadel zapuščene oklepne transporterje, katere je zajel ogenj, ki se je zaradi izredne bližine med vozili nato širil po celotni koloni. Kljub vsemu temu uničenju so Britanci utrpeli le malo žrtev. Ko je prišel do vzhodnega dela Villers-Bocaga, je Wittmann napadel tri lahke tanke M5 Stuart (iz sestave izvidniškega tropa 4CLY). Enega izmed treh, kateremu je poveljeval poročnik Ingram, je Wittmann uničil, medtem ko je poskušal blokirati cesto v naselje; druga dva sta bila tudi kmalu uničena.
V naselju so tanki polkovnega štaba 4CLY hoteli v vožnji nazaj zapustiti naselje, a so se premikali zelo počasi. Eden izmed njih je napadel Wittmannov tank, pri čemer mu je uspelo izstreliti dva strela, preden je bil uničen. Dva druga, katerih poveljnika sta bila prepričana, da so napadeni z boka, sta zapustila cesto in zapeljala v bližnje vrtove: polkovni adjutant stotnik Pat Dyas je tako ustavil svoj tank Cromwell za majhnim skednjem. Tiger je odrinil uničeni Stuart in nadaljeval pot proti središču naselja, pri čemer je uničil še en tank; Dyasu je uspelo pobegniti. Poročnik Charles Pearce je vzel svoj izvidniški avtomobil in se odpravil posvariti preostanek izvidniškega tropa v središču naselja. Ko so le-ti hitro zapustili cesto, se je Pearce odpravil še proti zahodu, da posvari eskadron B iz sestave 4CLY. Wittmann je medtem uničil še en Cromwell in medtem ko je prišel do glavne ceste v Villers-Bocagu, je uničil še dva artilerijsko-opazovalna tanka (Cromwella in Shermana), ki sta bila iz 5. polka Kraljeve konjeniške artilerije. Nato je uničil še izvidniški avtomobil obveščevalnega častnika in poltovornjak medicinskega častnika. Slednji je eksplodiral sredi ceste in tako onemogočil premik naprej.
Kaj se je zgodilo pozneje, pa ni čisto jasno. Zgodovinarja George Forty in Daniel Taylor trdita, da se je Wittmann po uničenju obeh opazovalnih tankov brez uspeha spopadel še z enim tankom Sherman Firefly, nakar pa se je umaknil. V tem boju se je zrušila tudi hiša, v kateri se je nahajal tudi nemški ostrostrelec; hišo je zadelo več izstrelkov iz Wittmannovega tanka. V časopisu združenja Yeomanry Association The Sharpshooter je tankist Robert Moore zapisal, da je on odgovoren za Wittmannov umik, saj naj bi s strelom iz njegovega tanka zadel vozniški vizir na Wittmannovem tanku. Po navedbah zgornjih se je nato Wittmann vrnil na mesto predhodnega boja, kjer je naletel na Dyasov tank in ga po kratkem medsebojnem obstreljevanju (Dyas je uspel izstreliti dve granati, ki pa sta se samo odbili od oklepa Wittmannovega tanka)uničil z zadetkom v slabo oklepljeni zadek. Dyasa, ki se je nahajal v kupoli, je eksplozija vrgla ven iz tanka, pri čemer je samo rahlo omotičen preživel, medtem ko sta voznik in polnilec granat umrla. Tem trditvam pa nasprotuje Charles Pearce, ki trdi, da je bil Dyasov tank uničen že prej, še preden je Wittmann zapeljal na glavno cesto; njemu pritrjuje tudi francoski zgodovinar Henri Marie. Po uničenju tanka so na Dyasa streljali še nemški vojaki, ki so se nahajali v hišah vzdolž ceste. Tiger naj bi nato nadaljeval pot proti koncu naselja, saj se je Wittmann nameral vrniti nazaj k enoti, da bi se oskrbel z gorivom in strelivom. Na poti pa ga je onesposobil šestfuntni protitankovski top, pod poveljstvom vodnika Brayja, na križišču proti Tilly-sur-Seullesu. Slednji je zadel levo gosenico Wittmannovega tanka in ga tako onesposobil za nadaljnjo vožnjo. Wittmann pa je trdil, da je bil njegov tank onesposobljen že v središču naselja.
V manj kot 15 minutah je Schwere SS-Panzer-Abteilung 101 uničil 13 oz. 14 tankov, 2 protitankovska topova in 13-15 transportnih vozil; večino od teh je uničil Wittmann. Kljub zadetku njihovega tanka je celotna posadka uspešno zapustila tank in nato peš dosegla nemške položaje, oddaljene 15 km, pri Orboisu. Wittmann se tako pozneje ni mogel udeležiti nadaljnjih bojev za Villers-Bocage, ki so potekali še isti in nato še naslednji dan.

### Pozno jutro in boji na Točki 213
Pozneje istega jutra je major Werncke iz Panzer Lehr Division izvedel izvidništvo področja. Ko je slišal tankovske motorje, je zapustil svoj izvidniški avtomobil in nadaljeval pot peš, pri čemer je naletel na kolono praznih tankov Cromwell. Posadke so se namreč na začelju kolone posvetovale s častnikom ob preučevanju zemljevida. Werncke je splezal v enega od tankov in se z njim odpeljal, še preden so lahko Britanci odreagirali. Na vzhodnem koncu Villers-Bocaga je naletel na prizor »gorečih tankov in transporterjev Bren ter mrtvih Tommyjev«. Werncke se je nato z zajetim tankom odpeljal nazaj v lastni štab, ki se je nahajal v Cháteauju d'Orbois.
Zaradi predhodnega napada 2. čete sSSPzAbt. 101 na Točko 213 je eskadron A iz sestave 4CLY zasedel vse preostale (devet) operativne tanke, vključujoč dva Fireflya in en opazovalni Cromwell, pri čemer so bili nekateri tanki brez popolne posadke. Britanske tanke pa je podpiral en pehotni oddelek in isto število častnikov. Višji častniki so se odločili, da mora eskadron obdržati obrambne položaje na grebenu, dokler ne bodo prispele okrepitve; posledično so pričeli organizirati krožno obrambo. Ob okoli 10:00 so podporni in izvidniški elementi 4. čete sSSPzAbt. 101 dosegli bojišče in pričeli razoroževati osamljene britanske tankiste in pešake na področju med grebenom in naseljem. Nekaterim je uspelo pobegniti; v roku več kot 24 ur je tako britanske položaje doseglo več kot 30 takih ubežnikov.
V preostanku jutra so pripadniki 1. bataljona 7. kraljičinega kraljevega polka (1/7th Battalion, Queen's Royal Regiment (QRR)) zasedli obrambne položaje znotraj naselja, pri čemer so zajeli tudi tričlansko izvidniško patruljo iz nemške 2. tankovske divizije. Nato pa so pričeli z organizacijo ad hoc enote, ki bi šla na pomoč enoti na grebenu, a so kmalu opustili to idejo. Ob okoli 10:30 je Viscount Cranley po radiu poročal, da je položaj na Točki 213 postal nevzdržen in da je tudi onemogočen umik. Kljub temu pa so načrtovali preboj položajev nemških napadalcev; tako je čez dve uri tank Cromwell poskušal prebiti nemške položaje, a ga je uničil nemški tank. Nemci so nato pričeli obstreljevati drevesa ob cesti, zaradi česar so izstrelki eksplodirali v zraku in zasuli večjo površino s šrapneli in lesenimi delci. Po petih minutah takega obstreljevanja so se Britanci na Točki 213 odločili za predajo. Britanci so poskušali uničiti lastne tanke, a so jim nemški vojaki to preprečili. Trideset pripadnikov polka County of London Yeomanry je bilo zajetih, vključno z nekaterimi pripadniki Kraljeve konjeniške artilerije. Nekaterim britanskim vojakom je uspelo pobegniti, med drugim tudi stotniku Christopherju Milnerju MC iz Strelske brigade, ki je preostanek dneva preživel na begu preko dežele, dokler ni ponoči dosegel britanske položaje.
Ob prihodu v štab Panzer Lehr Division je Wittmann poročal divizijskemu obveščevalnemu častniku podpolkovniku Kauffmannu o situaciji v Villers-Bocagu. Nato je dobil Schwimmwagen in se vrnil na Točko 213. Ob njegovem prihodu je bila na točki že 1. četa sSSPzAbt. 101, pod poveljstvom SS-Hauptsturmführerja Rolfa Möbiusa; kljub temu da sta govorila o nastalem položaju, pa Wittmann potem ni imel več nikakršne vloge v nadaljevanju bitke. V tem času je Kauffmann ukazal stotniku Helmutu Ritgenu, da zbere vse proste sile in blokira severne dovoze v naselje. S 15 tanki Panzerkampfwagen IV, večinoma iz 6. čete 2. bataljona 130. Panzer Lehr polka in nadaljnjimi 10, ki jih je našel v delavnici južno od ceste Route Nationale 175, se je nato v Villy-Bocagu Ritgen srečal s poveljnikom Panzer Lehr Division, generalporočnikom Fritzom Bayerleinom. Bayerlein je potrdil Ritgenove ukaze; toda ko so se njegovi tanki približali Villers-Bocagu, so naleteli na močan ogenj s strani britanskih protitankovskih topov, med katerim so izgubili en tank. Skupina štirih tankov je nato uspela prodreti v mesto iz južne smeri, a sta bila kmalu prva dva tanka uničena in druga dva sta se umaknila.
V naselju pa je bila medtem četa A iz sestave 1. bataljona 7th QRR odgovorna za obrambo železniške postaje in okolice, medtem ko sta četi B in C zasedli vzhodni del naselja. Kljub temu pa je nemški pehoti uspelo na mestih prebiti britansko obrambo in posledično se je pričel bližinski boj znotraj naselja. Dva nemška tanka sta bila poškodovana in sta se umaknila, a vseeno so pehotne čete 1. bataljona 7th QRR izgubile stik med seboj; posledično so dobile ukaz, da se umaknejo nazaj in reorganizirajo. Četa A je dobila ukaz, da ponovno zasede železniško postajo, medtem ko je bila četa A poslana v severovzhodni del naselja in četa D v jugovzhodni del. Četa B je ostala v rezervi in bataljonski protitankovski topovi so bili porazdeljeni po frontnih položajih. Na mestnem trgu je poročnik Bill Cotton iz 4CLY postavil zasedo, katero je sestavil iz tanka Sherman Firefly, več tankov Cromwell in več protitankovskih topov ter pripadnikov 1/7th QRR, ki so bili opremljeni še s protitankovskimi metalci PIAT; zaseda je tako čakala nemške tanke, ki bi prišli po glavni cesti. Na zahodu od naselja pa so nadalje potekali novi spopadi, ko so Nemci napadli položaje 1. bataljona 5. polka QRR pri Livryju; pri tem so izgubili en tank.

### Popoldanska bitka
Ob okoli 13:00 so tanki Panzer Lehr Division pričeli napredovati proti Villers-Bocagu, a so bili brez pehotne podpore, saj je niso dobili. Skupina štirih tankov Panzerkampfwagen IV je poskušala prodreti v južni del naselja, kjer so našli dva predhodno uničena tanka Panzerkampfwagen IV; ko pa so prodrli globlje v naselje pa so Britanci uničili dva tanka. Posledično so se spopadu pridružili še tanki Tiger iz sSSPzAbt. 101, ki so uničili britanski protitankovski položaj. SS-Hauptsturmführer Möbius je nato ukazal, da se glavni protinapad izvede v dveh krakih: prvi naj bi napredoval vzdolž glavne ceste skozi Villers-Bocage, medtem ko naj bi se drugi krak prebil preko južnega dela naselja vzdolž glavne ceste. Oba kraka pa naj bi se združila v mestnem centru. Tigri, ki so napredovali po glavni cesti, so se premikali počasi, pri čemer so bili njihovi poveljniki prepričani, da se bodo Britanci umaknili, ko jih bodo zagledali. Toda, ko so dosegli mestni trg, so naleteli na Cottonovo zasedo. Firefly, kateremu je poveljeval vodnik Bramall, je odprl ogenj na vodilni nemški tank, pri čemer je zgrešil, toda protitankovski top, ki ga je podprl, je uničil tank. Zdaj ko so se Nemci zavedali prisotnosti zasede, so nameravali bočno napasti zasedo; od glavne skupine se je odcepila skupina treh Tigrov, ki je napredovala po stranskih ulicah. Enega je uničil protitankovski top, medtem ko je druga dva napadla pehota s PIAT-i; eden je bil uničen in drugi onesposobljen za vožnjo.
Peti Tiger se je zaustavil na glavni cesti pred zasedo, pri čemer naj bi čakal, da Britanci zapustijo zavetje. To je opazil Bramall preko stranskih in prednjih oken zgradbe na vogalu, nakar se je odločil, da je edini način, da varno napade Tigra, da zapelje Fireflyja nazaj in ustreli na Tigra diagonalno skozi okna zgradbe. Tako je ustrelil dvakrat, pri čemer je poškodoval Tigrov top; slednji se je nato umaknil v stransko ulico, še preden je lahko Bramall reagiral. Cromwell, kateremu je poveljeval desetnik Horne, je nato zapeljal na glavno ulico iz ene od stranskih ulic in ustrelil umikajočega Tigra v zadek, s čimer ga je uničil. Naslednja žrtev zasede je bil Panzerkampfwagen IV, ki ga je uničil Bramallov Firefly. Ker sta se poročnik Cotton in vodnik Bramall zavedala nemške zmožnosti popravila poškodovanih tankov, sta se nato odpravila do dveh poškodovanih in jih zažgala s pomočjo odej in bencina. Izven naselja pa so elementi 7. oklepne divizije, ki je bila raztegnjena vse nazaj do Amayé-sur-Seullesa, prišli pod napad iz severa in juga, a so lahko zavrnili te napade. V Tracey-Bocage pa je bil poklican 11. huzarski polk, da je napadel tam nastanjeno nemško posadko.

Bill Cotton, pod zavetjem dežnika, se je pregovarjal s francoskimi gasilci, ki so hoteli pogasiti ogenj na uničenem nemškem tanku IV.

Robert Moore
Z minometno in artilerijsko podporo so Nemci izvedli močan napad na položaje čete A 1. bataljona 7. QRR v Villers-Bocagu. Četa je bila prisiljena, da skoncentrira obrambo, a je bil en vod odrezan in zajet. Kljub temu, da je bil celoten 1. bataljon vpleten v obrambo naselja, so bile znotraj obrambne črte odprtine, preko katerih so se infiltrirali nemški napadalci. Dva grenadirska bataljona iz sestave 2. tankovske divizije sta napadla iz juga položaje eskadrona B 4CLY, ki je Nemcem zadejal hude izgube. Britanske položaje na glavni cesti je napadel nemški Panzerkampfwagen IV, preden so ga branilci uničili. Obe strani sta pričeli klicati artilerijsko podporo nad mesto, pri čemer je bilo uničenih več britanskih minometov in en transporter. Ob 18:00 je bataljonski štab 7. QRR prišel pod napad, zaradi česar je bil Hinde prisiljen ukazati umik, saj je bil prepričan, da ne bo mogel obdržati naselja med nočjo. Pod zaščito dimne zavese in artilerijskega ognja s strani 5. polka Kraljeve konjeniške artilerije, se je pehota umaknila. Zadnji, ki so zapustili naselje, so bili tanki iz 4CLY.. Nemci so nadlegovali umikajoče Britance z artilerijskim ognjem, s katerim so povzročili nekaj žrtev in nemška pehota iz Tracey-Bocaga je napadla Britance, ki so se umaknili; razvila se je dve uri in pol dolga bitka. Kljub težkim izgubam nemška pehota ni bila odbita vse do okoli 22:30..

## Žrtve
Zaradi pomanjkljivih in tudi nasprotujočih virov je težko točno ugotoviti, koliko žrtev je zahtevala bitka za Villers-Bocage. 22. oklepna brigadna skupina je tistega dne zabeležila okoli 217 padlih, ranjenih in pogrešanih, pri čemer je večina teh bila ujetih s strani Nemcev Točki 213. Ta številka zajema pet padlih strelcev (ki so bili zajeti in nato ubiti s strani stražarjev); Marie navaja, da so nemški stražarji mislili, da hočejo Britanci pobegniti, ko so se vrgli v obcestni jarek med britanskim artilerijskem obstreljevanju. Britanci so tudi izgubili med 23 in 27 tankov, več kot polovico samo na Točki 213, kjer je eskadron A iz 4CLY izgubil vseh 15 tankov.
Ker sta bili Panzer Lehr Division in 2. tankovska divizija vpleteni v več bojev na isti dan, tako nista posebej zabeležili izgub med bitko za Villers-Bocage. V nasprotju pa je sSSPzAbt. 101, ki se je ta dan bojeval samo tu, zabeležil lastne izgube izključno samo za dan in sicer po Taylorju naj bi imeli devet padlih in 10 ranjenih iz 1. čete ter 1 padlega in 3 ranjene iz 2. čete. Viri si tudi nasprotujejo glede števila uničenih nemških tankov v bojih tega dne; ker je Panzer Lehr Division pošiljala tanke v manjšem številu (oz. posamično), tako ni mogoče natančno ugotoviti število uničenih tankov Panzerkampfwagen IV. Običajno pa za nemške tankovske izgube navajajo med osem in petnajst tankov (vključno s šestimi tanki Tiger I. Chester Wilmot pa opozarja, kako je bila bitka za Villers-Bocage strateško pomembna, saj je v tistem času bilo v celotni Normandiji samo 36 tankov Tiger. Taylor pa se tudi strinja, da so številke o uničenih tankih pretirane, saj so Britanci nekatere le onesposobili in so jih Nemci kasneje popravili.
Henri Marie, lokalni zgodovinar, pa je zabeležil tudi smrt najmanj devetih krajanov, ki so umrli 13. junija. Šest jih je umrlo med (ob)streljanjem med samo Arhivirano 2018-05-18 na Wayback Machine. bitko in trije so padli v artilerijskem obstreljevanju malo pred polnočjo. Marie pa na tem mestu tudi dopušča možnost, da je resnični vzrok smrti teh treh civilistov njihova usmrtitev. Še več civilistov je umrlo v poznejših dneh zaradi nadaljnjih bojev in bombardiranja. Po britanskem umiku so Nemci ponovno zasedli naselje ter ga pričeli sistematično preiskovati za ranjenimi oz. skrivajočimi se nemškimi oz. britanskimi vojaki. Med tem pa so požgali več trgovin in hiš, vključno z mestno hišo.

## Poznejši dogodki

### 14. junij
14. junija, po končanem umiku iz Villers-Bocaga, je Hinde ukazal 22. oklepni brigadni skupini, da vzpostavi krožno obrambo (t. i. brigadno škatlo) na področju Amayé-sur-Seulles–Tracy-Bocage–St-Germain. Položaj je bil izbran zaradi tega, ker so Britanci tako lahko nadzorovali Villers-Bocage, ne da bi ga dejansko zasedli. Kljub temu pa je bila brigadna oklepna skupina še vedno sama, brez podpore drugih zavezniških kopenskih enot.
Nemci so spoznali, da lahko izkoristijo britanski umik ter njihovo trenutno nemoč; s hitrim premikom lastnih okrepitev bi lahko tudi napadli brigadno škatlo ter uničili celotno brigadno bojno skupino. Panzer Lehr Division, s podporo 1. čete sSSPzAbt. 101, je tako nadaljevala napad na britanske položaje. Ameriška 1. pehotna divizija, ki se je nahajala na položajih pri Caumontu, je lahko napadla Nemce s pomočjo artilerije, s čimer je lahko razbila prvotni nemški napad na položaje 22. oklepne brigadne skupine. Toda poznejši nemški napadi so prišli tako blizu britanskih položajev, da so onemogočili kakršnokoli artilerijsko podporo. Nemci so tako uspeli zavzeti položaje enega voda in šele močni tankovsko-artilerijski protinapad je zagotovil stabilnost brigadne škatle. Da bi branilce držali pod kontrolo, so Nemci nadlegovali Britance z obstreljevanjem, dokler niso pozneje izvedli večji dvokraki napad, ki je bil podprt z artilerijo in tanki. Uspeli so prebiti britanske obrambne položaje in prišli čisto do brigadnega štaba, dokler niso bili prisiljeni se umakniti. V teh napadih so Nemci izgubili do 20 tankov ter več sto padlih ter ranjenih vojakov, medtem ko so Britanci utrpeli le tri uničene tanke (in neznano število človeških žrtev). Kljub temu, da so bili britanski branilci prepričani, da bodo obdržali svoje položaje, pa so višji poveljniki ukazali umik celotne brigadne skupine nazaj h glavnim britanskim položajem; vzrok temu pa je bilo prepočasno napredovanje 50. (northumbrijske) pehotne divizije.

### Bombardiranje in osvoboditev
Da bi krili umik 22. oklepne brigadne skupine v noči iz 14. na 15. junij, je britansko Kraljevo vojno letalstvo (RAF) izvedlo bombniški napad, v katerem je sodelovalo 223 letal Avro Lancaster, 100 Handley Page Halifax, 14 de Havilland Mosquitos (iz sestave 4., 5. in 8. skupine RAF, pri čemer so odvrgli 1.700 ton eksploziva na mesto Évrecy in nemške položaje okoli Villers-Bocaga; pri tem so uničili en tank Tiger ter poškodovali še tri druge Tigre, vse iz sestave sSSPzAbt. 101. Sami med celotno operacijo niso izgubili niti enega letala.
Dva tedna kasneje, 30. junija ob 20:30, je RAF ponovno napadla Villers-Bocage, tokrat s 266 bombniki (151 Lancastrov, 105 Halifaxov in 10 Mosquitov) iz sestave 3.,4. in 8. skupine RAF, v sklopu podpore operaciji Epsom. Odvrgli so 1.100 ton bomb, pri čemer so izgubili dve letali. Britanci so napadli naselje, ker so ga Nemci uporabljali kot pomembno komunikacijsko-transportno središče; a v času napada so bili v mestu samo francoski civilisti.
Po bitki in posledičnih bombardiranjih, ki so močno uničila mestno infrastrukturo, je bilo naselje dokončno osvobojeno šele 4. avgusta 1944, ko je v Villers-Bocage prispela patrulja 1. bataljona Dorsetskega polka 50. (northumbrijske) pehotne divizije.

### Zamenjava poveljnikov
V začetku avgusta je bilo skoraj 100 višjih častnikov, vključno s Bucknallom, Erskinom in Hindom, razrešenih z njihovih položajev in premeščenih drugam. Zgodovinarji se strinjajo, da je bil povod za to prav bitka za Villers-Bocage; celoten val zamenjav je bil tako načrtovan po končanju bitke. Daniel Taylor pa je nasprotno prepričan, da je višje poveljstvo izkoristili bitko kot izgovor, da je lahko »pokazalo, da poveljstvo kopenske vojske dela nekaj, da bi odgovorilo na slabo javno mnenje glede vodenja kampanje«.

### Odlikovanja
Leta 1956 in 1957 je britanski in commonwealthski sistem t. i. battle honours (časti bitk) prepoznal sodelovanje enajstim enotam v bitki za Villers-Bocage z battle honour Villers Bocage, v priznanje službe pri razširanju mostišča med 8. in 15. junijem. 
Michael Wittmann je bil za svoje dejanje povišan v SS-Hauptsturmführerja in bil odlikovan z meči k viteškemu križcu železnega križca s hrastovimi listi. Poročnik Cotton je bil odlikovan z vojaškim križcem in vodnik Bramall z vojaško medaljo.

## Analiza bitke

### Propaganda
Obe strani sta poskušali izkoristiti bitko za lastno propagando. Potem, ko je poročnik Cloudsley-Thompson in njegova posadka iz 4CLY, preživela večino 13. junija skrivajoč se v kleti v Villers-Bocagu in se nato ponoči prebijala nazaj k britanskim položajem, je slednji med poročanjem dejal, »da nikdar v življenju noče več videti tanka«. Britanski časopisi pa so njegovo izjavo spremenili in poročali, da je dejal sledeče: »Prva stvar, za katero je zaprosila peterica, je bil drug tank«. 
Ker so Britanci izgubili stik s svojimi silami na Točki 213 in se pozneje umaknili iz Villers-Bocaga, niso mogli natančno ugotovili obseg lastnih oz. nemških izgub. To so izkoristi Nemci. Michaelu Wittmannu, ki je bil tedaj že poznan po Tretjem rajhu, so tako pripisali uničenje 27 od 30 britanskih tankov med bitko. Zjutraj 13. junija je posnel radijski govor, v katerem je opisal svojo vlogo v bitki, pri čemer je tudi navedel, da so v poznejših bojih uničili celoten britanski oklepni polk in pehotni bataljon. Da bi to podprli, so izdelali tudi nastavljene fotografije; v nemški reviji Signal so tako objavili tri skupaj zlepljene fotografije, s čimer so namerno povečali dejanski obseg uničenja naselja. Posledično se je nemška verzija bolje oprijela tako v Nemčiji kot v tujini, tako da so bili Britanci prepričani, da je bila bitka za Villers-Bocage totalni polom, medtem ko v resnici rezultati niso bili tako enoznačni.
Wolfgang Schneider, inštruktor v tankovski šoli Bundeswehra in zgodovinar, tako propagandno kampanjo pripisuje dejstvu, da Waffen-SS ni imela »izkušene tankovske sile« v primerjavi s tankovskimi divizijami Heera. Pri Waffen-SS, ki se je odlikovala med bitko pri Kursku, a se ni mogla izenačiti z uspehi Heera, so tako izkoristili bitko, da bi iz Wittmanna naredili heroja ter hkrati povečali ugled celotne Waffen-SS.

### Wittmannov napad
Samostojni Wittmannov napad na konico napada 22. oklepne brigadne skupine je bil subjekt tako množične pozornosti, da je po navedbah Stephena Badseyja celo zasenčil vse preostalo dogajanje med izkrcanjem in 13. junijem v zgodovinskih poročilih. Številni komentatorji, še posebej iz t. i. zgodovinske revizije konca 20. stoletja, smatrajo Wittmannov napad zelo pozitivno. Carlo D'Este ga tako ocenjuje kot »enega najbolj navdušujočih spopadov v zgodovini oklepnega bojevanja«, Max Hastings napad označuje kot »eno najbolj uničujočih akcij posameznika med vojno« in Anthony Beevor ga opisuje kot »ena najbolj uničujočih zasedb v britanski vojaški zgodovini«. Hubert Meyer to še stopnjuje s tem, da neuspeh celotne operacije Perch pripisuje izključno Wittmannovemu »pogumu, njegovim taktičnim in tehničnim sposobnostim in [...] časti, izkušnjam in tovarištvu njegove tankovske posadke«.
Henri Marie označuje napad kot impulzno odločitev, ki je pokazala Wittmannovo sposobnost hitrega odreagiranja pri napadanju na nepripravljenega sovražnika, hkrati pa kritizira celotno akcijo rekoč, da Wittmann ni upošteval potencialne nevarnosti. Prav tako trdi, da so bili drugi zgodovinarji zapeljani z Wittmannovo zasedo, pri čemer pozabljajo, da je bil prvi uničeni tank Tiger I med normandijsko kampanjo prav Wittmannov. Pri tem ga podpira John Buckley, ki celotno poveličanje Wittmannovega napada pripisuje zelo uspešni nemški propagandni kampanji. Pri tem tudi nasprotuje zgodovinarjem, kot so D'Este, Gary Simpson in Meyer, ki napihujejo Wittmannovo vlogo do te mere, kot da je samostojno zaustavil celotno 7. oklepno divizijo. Tako navaja trditve Russella A. Harta, da je Wittmann »skoraj popolnoma uničil« konico napada 7. oklepne divizije. Badsey tako najverjetneje še najbolj uravnoteženo opisuje celotno bitko ter posledično historiografijo kot »nepozabno, a zelo prenapihnjeno«.

### Taktično vodenje
Beevor in Patrick Delaforce se strinjata, da ne glede koliko je Wittmannova zaseda dejansko vplivala na izid celotne operacije, da bi bile lahko posledice veliko manjše, če bi Britanci prej opazili Wittmannovo enoto. Oba glede tega pripisujeta odgovornost »Erskinovi napaki, da zagotovi izvidništvo« pred britansko predhodnico, ki je napredovala na Točko 213. Marie pa meni, da je britanska predhodnica prehitro napredovala (glede na glavnino brigadne skupine), pri čemer so bili boki brigadne skupine zadostno zavarovani; predhodnica pa je tako napredovala sama z malo informacij ter obveščevalnega poročila. Christopher Milner MC iz Strelske brigade pa meni, da se predhodnica ni pozanimala pri francoskih prebivalcih o nemških položajih ter da v primeru, če bi bil takrat prisoten tudi bataljonski izvidniški vod, bi bil izid bitke popolnoma drugačen. Milner pa tudi meni, da bi bil izid bitke drugače, če bi bili bataljonski častniki in podčastniki prisotni v enoti, ne pa na sestanku na grebenu.
John Buckley, gledajoč s širšega vidika, priznava velik Wittmannov pogum v samostojnem napadu, hkrati pa britanski poraz pripisuje globljim vzrokom. Tako je prepričan, da so samo Britanci krivi za njihov neuspeh v Villers-Bocagu in da večja kakovost nemškega oklepa ni odločilno vplivala na izid bitke. Hastings podpira Buckleyjev zaključek, da je bil Tiger »neprimerljivo« bolj smrtonosen kot britanski tank Cromwell in da je glavni vzrok za britanski poraz slabo taktično vodenje britanske enote. Dalje piše: »Nemški dosežek 13./14. junija je bil v tem, medtem ko so bili številčno šibki v celotnem sektorju, da so uspeli povsod vreči Britance iz ravnotežja z občutkom negotovosti, pri čemer so sami skoncentrirali zadostne sile, ki so dominirale na ključnih položajih. Britanci pa so tako neuspešno zagotovili zadostne sile, da bi jih premagali«. Marie pa je tudi zabeležil neodobravanje poveljnika britanske 2. armade, Milesa Dempseyja, glede taktične napake in predstave brigadirja Hinda med bitko. Nadalje tudi trdi, da bi Britanci morali uporabiti predhodne izkušnje iz bojevanja v grmičevju glede oklepnega napada brez zadostne pehotne in artilerijske podpore ter kritizira obe strani: Britance za nekoordinirano pehotno in tankovsko bitko zjutraj 13. junija in Nemce, da so to počeli preko celega dne.
Schneider, ki se je primarno osredotočil na vlogo Wittmanna in sSSPzAbt. 101, pa meni, da njegov prispevek med bitko »ni vzbujajoč prevelikega stremljenja«. Strinja se, da sta četi Tigrov in Panzer Lehr Division preprečili resni britanski preboj, a hkrati dodaja, da ni bilo potrebe po tako hitrem reagiranju. Möbiusova 1. četa je nadzorovala cesto v Caen, tako da bi Wittmann imel dovolj časa, da organizira in izvede pravi napad. Pri tem se sprašuje o Wittmannovih taktičnih odločitvah rekoč »da sposoben poveljnik tankovske čete ne bi naredil toliko resnih napak«. Tako navaja Wittmannovo odločitev, da se Tigri čez noč ustavijo v poglobljeni strugi, pri čemer je bil na čelu kolone Tiger z mehaničnimi problemi, ki je oviral mobilnost čete ter predstavljal nevarnost, da v primeru okvare, blokira celotno četo. Največjo napako pa Schneider vidi v Wittmannovi odločitvi, da sam napade britanske položaje v Villers-Bocagu. Priznava njegov pogum, a hkrati ugotavlja, da je bila taka operacija »izven vseh pravil«. Ni zbral obveščevalnih poročil ter določil centra napada oz. koncentracijo sil v napadu. Posledično sta »glavnina 2. čete in 1. četa Rolfa Möbiusa naleteli na sovražnika, ki se je pričel braniti«. Tako odločno zavrača Wittmannovo »brezskrbno« napredovanje kot »popolno norost« rekoč, »da ni bilo potrebe po neučakanosti«. Če bi Wittmann organziral pravi napad z obema četama, bi lahko povzročil večje izgube. Schneider to zaključi s prepričanjem, da je »nepremišljenost te vrste povzročila, da je [Wittmann] 9. avgusta 1944 izgubil življenje blizu Gaumesnila, med napadom, ki je bil izveden sproščeno na odprtem terenu z nezavarovanim bokom«.
Meyer se do določene mere strinja s Schneiderovimi ugotovitvami, rekoč da je bilo napredovanje 2. čete v naselje brez pehotne podpore »vidno nepotrebno«. Marie v tem vidi Möbiusovo resno taktično napako, a hkrati priznava, da je bilo to upravičeno tveganje glede na dane okoliščine. Pehota je bila nedosegljiva in za Britance bi lahko pričakovali, da bodo »še vedno pod vplivom uničenja njihove predhodnice v tako kratkem času«.

### Britanski umik
Britanski uradni zgodovinar normandijske kampanje, major L. F. Ellis, trdi da je bil glavni vzrok za umik 22. oklepne brigadne skupine nepričakovan prihod 2. tankovske divizije, zaradi česar 7. oklepna divizija »ne bi mogla doseči polnega uspeha«. Ta trditev, kljub temu da ji delno pritrjuje sestanek s poveljniki 7. oklepne divizije pred umikom, pa nima velike podpore. Buckley je tako prepričan, da je bil ukaz za umik izdan, še preden je prišla glavnina 2. tankovske divizije in tudi Michael Reynolds navaja, da »tanki 2. tankovske divizije niso bili nikjer blizu Villers-Bocaga v tem času«.
Ellis pa opisuje umik kot začasno dejanje, pri čemer bi 7. oklepno divizijo okrepili z britansko 33. oklepno brigado, preden bi divizija obnovila ofenzivo proti Évrecyju. David French pa tudi dodaja, da so bile operacije po izkrcanju v povprečju (v tem času) že dva dni za predinvazijskimi načrti. Tako domneva, če bi 33. oklepna brigada, 49. (zahodnoridinška) pehotna divizija in pehotna brigada 7. oklepne divizije pristali v skladu z načrti, bi britanski 30. korpus lahko osvojil Villers-Bocage pred prihodom večjih nemških okrepitev. Drugi zgodovinarji se ne strinjajo s stališčem, da so bila na voljo nezadostna sredstva, pri čemer navajajo, da so bile večje britanske sile neuporabljene med samo bitko. Mungo Melvin, kljub temu da se strinja z uvedbo kombiniranja sil znotraj 7. oklepne divizije (ostale britanske oklepne divizije so se tako organizirale šele po operaciji Goodwood), pa trdi, da tako 131. pehotna brigada kot divizijska rezerva (oklepni polk in pehotni bataljon) nista bila uporabljena efektivno. Pri tem je Buckley skeptičen tudi do samega načrta, da bi lahko »oslabljena oklepna brigada samo z omejeno mobilno pehotno in artilerijsko podporo« resno ogrozila Nemce, hkrati pa opozarja na dejstvo, da je bila britanska 151. pehotna brigada na voljo kot korpusna rezerva. Max Hastings pa si ne more razložiti, zakaj Britanci niso skoncentrirali svojih sil za tako pomembno naselje, pri čemer navaja mnenja udeležencev, da bi že »ena dodatna pehotna brigada odločilno vplivala na izid«. D'Este pa v nasprotju zagovarja poveljnika 30. korpusa, Gerarda Bucknalla in njegovo odločitev, da ni uporabil 151. pehotne brigade in 49. pehotne divizij med bitko.

### Pomen bitke
22. oklepna brigadna skupina, ki je doživela poraz v prvem srečanju z 2. četo sSSPzAbt. 101 in posledično izgubila Točko 213, je zavrnila vse druge nemške napade v dveh dneh neprekinjenega bojevanja. Preučevalci bitke so se tako usmerili na višje vpletene poveljnike, da razložijo poraz v Villers-Bocagu. Dempsey je po vojni dejal, da »bi ta napad 7. oklepne divizije moral uspeti. Moji občutki, da bi Bucknall in Erskine morala oditi, so nastali po tej napaki.... celotno vodenje bitke je bilo katastrofalno. Njihova odločitev, da se umaknejo [iz Villers-Bocaga], je bila delo korpusnega poveljnika in Erskina«. Kljub temu da D'Este Dempseyjeve komentarje označi za »hudo močne« in da je bil umik britanske oklepne brigadne skupine neizogiben, pa jih zgodovinarji večinoma podpirajo: nekateri grejo tako daleč, da je Bucknall z umikom zavrgel možnost za hitro zavzetje Caena. General Bernard Montgomery, ki je bil podpornik Bucknalla, pa se je na koncu strinjal, da njegov varovanec »ni zmogel obvladovati korpusa, ko je ta postal premičen«. Buckley dalje trdi, da je bil Bucknall nepripravljen podpreti napad, potem ko je nastal problem in da Erskine ni bil sposoben obladovati nastali položaj. Chester Wilmot se strinja z Dempseyjem, da je bil Bucknall kriv, ne pa Nemci, za umik 7. oklepne divizije. Nadalje tudi trdi, da je Bucknall zavrnil okrepitve za Villers-Bocage, ker se je že prej odločil, da so njegove komunikacijske poti ogrožene. Wilmot tako zaključi: 
Ta velika priložnost za prekinitev sovražnikovih položajev in razširitev zavezniškega mostišča ni bila izgubljena v gozdovih okoli Villers-Bocaga, ampak v glavi poveljnika korpusa.